# Le Saut du Doubs
Le Saut du Doubs est un tableau réalisé par le peintre français Gustave Courbet dans la seconde moitié du XIXe siècle. Cette huile sur toile de format vertical est un paysage qui représente le saut du Doubs, une chute d'eau formée par le Doubs à la frontière franco-suisse. Depuis un don en 1885, l'œuvre fait partie des collections du musée des Beaux-Arts de Nice, à Nice, dans les Alpes-Maritimes. Elle se trouve depuis 2024 en dépôt au musée Courbet, à Ornans, dans le Doubs.